# Estenosis laringotraqueal
La estenosis laringotraqueal es la disminución permanente del lumen laringotraqueal.

## Etiología
La intubación endotraqueal es la causa principal de esta afección. Se debe al material del tubo y el cuff que irritan la mucosa de la laringe haciendo que esta se inflame. Si la presión del cuff es mayor que la presión de las arterias a este nivel puede llegar a producir una isquemia.

## Epidemiología
La incidencia general de estenosis por intubación es del 1 al 10%. Existe mayor incidencia en personas de género femenino y caucásico.
En los pacientes que son sometidos a intubación endotraqueal por más de 10 días la incidencia de estenosis es del 15% y de todos los niños que son sometidos a este procedimiento el 90% desarrolla estenosis. 

## Clínica
La clínica varía según la edad, la condición médica, el nivel de actividad y la extensión de la lesión.  
El estridor es el signo más importante pudiendo también presentarse apnea y taquipnea.  

## Tratamiento
El tratamiento varía según la severidad y la ubicación de la estenosis, pudiendo ir desde una observación por el médico hasta procedimientos endoscópicos y actos quirúrgicos como la cricotirotomía.